# Yorick de Groot
Yorick de Groot (* 6. Juli 2000 in Sliedrecht) ist ein niederländischer Volleyball- und Beachvolleyballspieler.

## Karriere Halle
De Groot spielte bis 2020 Hallenvolleyball bei Sliedrecht Sport. Der Außenangreifer kam auch in der niederländischen Jugendnationalmannschaft zum Einsatz.

## Karriere Beach
De Groot spielte von 2017 bis 2019 mit Mees Blom, Matthew Immers und anderen auf verschiedenen internationalen Jugend- und Juniorenmeisterschaften im Beachvolleyball. Mit Immers gewann er 2018 die Silbermedaille bei den Olympischen Jugendspielen in Buenos Aires und 2019 die U20-Europameisterschaft in Göteborg. Mit Blom erreichte er 2019 beim 1-Stern-Turnier der World Tour 2019 in Ljubljana Platz drei.
Seit 2020 spielt de Groot mit Stefan Boermans. Nach der nationalen Vizemeisterschaft erreichten die beiden Niederländer bei den 4-Sterne-Turnieren der World Tour 2021 in Cancún zweimal Platz fünf und gewannen das 4-Sterne-Turnier in Gstaad. Im August erreichten Boermans / de Groot das Endspiel der Europameisterschaft in Wien, das sie gegen die Norweger Anders Mol und Christian Sørum verloren. Anschließend gewannen sie ihren ersten Landesmeistertitel.
Bei der neugeschaffenen World Beach Pro Tour 2022 erreichten Boermans / de Groot im März in Mexiko beim Challenge-Turnier in Tlaxcala und beim Elite 16 Turnier in Rosarito jeweils Platz neun. Nach einem vierten Platz im Mai beim Challenge-Turnier in Doha kletterten sie für kurze Zeit auf Platz eins in der Weltrangliste. Verletzungsbedingt konnte de Groot allerdings bei den folgenden Turnieren nicht antreten und verpasste auch die WM in Rom.
Auf der World Beach Pro Tour 2023 hatten Boermans / de Groot ausnahmslos Top-Ten-Platzierungen. Wegen einer Verletzung Boermans' startete de Groot auf der Europameisterschaft in Wien an der Seite von Leon Luini. Hier erreichten Luini / de Groot nach vier Siegen in der K.-o.-Runde (u. a. gegen die Olympiasieger und Weltmeister Mol/Sørum) das Finale, welches gegen die Vorjahresmeister Åhman/Hellvig aus Schweden verloren ging. Bei der Weltmeisterschaft in Tlaxcala wurden Boermans / de Groot Fünfte. Im März 2024 gelangen Boermans und de Groot in Doha der erste Sieg eines Elite16-Turniers und damit ihr größter Erfolg. Anschließend erkämpften die beiden bei gleichwertigen Events in Tepic die Viertelfinal- und in Brasilia die Achtelfinalteilnahme. Durch den dritten Platz beim Challenge in Stare Jabłonki schoben sich die Niederländer im vorläufigen Olympiaranking an ihren Landsleuten Immers / van de Velde und Brouwer / Meeuwsen vorbei in die Pole-Position. Durch die Endspielteilnahme beim Elite16 in Ostrava konnten sie diese Position noch festigen. Nach dem Viertelfinaleinzug in  Wien gewannen sie bei den Spielen in Paris ihre Gruppe und die erste Hauptrunde ohne Satzverlust. Danach unterlagen sie den Silbermedaillengewinnern Ehlers / Wickler und belegten somit auch bei dieser Veranstaltung den geteilten fünften Rang. Bei der EM trafen sie in der Runde der letzten Acht wiederum auf die Deutschen und verloren auch dort. Anschließend vervollständigten sie in Hamburg ihren Medaillensatz des Jahres bei Elite16-Turnieren.